# Frieda Mager
Frieda Mager (13. April 1912–9. April 1994 in Bonn) war eine deutsche Hausfrau, die während der Zeit des Nationalsozialismus ihre jüdische Nachbarin und deren Mann versteckte und posthum als Gerechte unter den Völkern ausgezeichnet wurde.

## Leben
Frieda Mager lebte als Hausfrau in Bonn, in einer Mansardenwohnung unter dem Dach eines Mehrfamilienhauses, in dem auch die Jüdin Emma Schubert mit ihrem protestantischen Mann, einem Bäcker, den sie 1933 geheiratet hatte, lebte. Als Gegenleistung, dass Mager dort wohnen durfte, musste sie bei einer Einkaufsgenossenschaft putzen. Magers Mann war zu dieser Zeit als Soldat in Norwegen im Einsatz. Die Frauen freundeten sich an, obwohl Mager vom Hausverwalter und Geschäftsführer der Genossenschaft, einem überzeugten Nationalsozialisten vor dem Kontakt zur Familie Schubert gewarnt worden war. Zunächst war Emma Schubert durch ihren protestantischen Mann vor der Verfolgung durch die Nationalsozialisten einigermaßen geschützt, auch wenn bereits erste Repressalien, wie Einschränkungen bei den Lebensmittelkarten mit kleineren Rationen, griffen. Frieda Mager unterstützte die Familie Schubert mit Lebensmitteln und da ihr Mann ihr aus Norwegen Heringe schickte, die sie gegen Obst und Gemüse tauschen konnte, reichte diese sogar noch für Essenspakete, die Emma Schubert an ihre im Ghetto Theresienstadt inhaftierten Verwandten senden konnte.
Im September 1944 griffen dann die NS-Rassegesetze, in denen auch die in „Mischehen“ lebenden Jüdinnen und Juden verhaftet wurden. Die Schuberts wurden am 12. September 1944 verhaftet und der Gestapo vorgeführt. Nach einigen Stunden wurden sie in das Sammellager nach Köln-Müngersdorf gebracht. Von dort wurde Emma Schubert in ein Arbeitslager nach Kassel geschickt, ihr Ehemann Martin Schubert wurde nach zwei Wochen entlassen und ihm wurde auferlegt, das Rheinland zu verlassen. Er reiste nach Kassel und mit seiner Hilfe konnte Emma Schubert während eines Angriffs auf Kassel am 16. Oktober 1944 aus dem Lager fliehen.
Zu den Schuberts hielt Frieda Mager den Kontakt weiterhin aufrecht und sie versuchte dem Ehepaar zu helfen. Als auch ihr Wohnhaus am 18. Oktober 1944 zerstört worden war, holte sie das Paar zurück nach Bonn, damit diese noch aus der ausgebombten Wohnung wichtige Dinge retten konnten. Dabei wurde Emma Schubert verraten. Frieda Mager brachte sie und ihren Mann daraufhin zu ihrer Mutter, bei der auch sie inzwischen lebte und versteckte das Ehepaar Schubert im Keller. Dort versorgte sie es mit Essen, bis zum Ende des Krieges.
Die Schuberts blieben nach dem Krieg in Bonn und die Freundschaft mit Frieda Mager blieb bestehen. Martin Schubert starb 1973. Emma Schubert sorgte dafür, dass er, der immer zu ihr gehalten hatte, auf dem jüdischen Friedhof in Bonn-Castell bestattet werden konnte. Sie selbst wurde nach ihrem Tod 1991 neben ihm bestattet.
Frieda Mager starb 1994 in Bonn.

## Ehrungen
Für ihren unerschrockenen Einsatz wurde Frieda Mager 1979 das Bundesverdienstkreuz verliehen. Emma Schubert begleitete sie zu der Feier, auf der Mager sagte, ihre Tat sei eine Selbstverständlichkeit gewesen, die zudem schon lange zurückliege. Sie wolle auch gar nicht mehr gerne daran denken, an all‘ die Angst und Not. In der Laudatio wurde ihr Einsatz so beschrieben: „Ohne Rücksicht auf die eigene Person hat sie während des Krieges rassisch Verfolgte mit Lebensmitteln versorgt. Besonders 1944 hat sie Mut und menschliche Anteilnahme bewiesen, als sie einem von den Nazischergen verfolgten Ehepaar in der Wohnung ihrer Mutter Unterkunft gewährte und sich der Betreuung und Versorgung dieser Menschen unter schwierigen Umständen annahm.“
2009 wurde Frieda Mager posthum der Ehrentitel „Gerechte unter den Völkern“  verliehen. 2022 wurde in Bonn die Frieda-Mager-Allee in Endenich nach ihr benannt.
Am 8. Mai 2024 wurde Frieda Mager gemeinsam mit Sibylla Cronenberg und Katharina Bayerwaltes als Stille Heldin geehrt, und für sie wurde neben dem Alten Rathaus durch FrauenOrte NRW eine Stele errichtet.